# Rhinatrema shiv
Rhinatrema shiv é uma espécie de anfíbio da família Rhinatrematidae. Endêmica da Guiana, onde é encontrada no Parque Nacional Kaieteur.